# TUBB2A
TUBB2A‏ (Tubulin beta 2A class IIa) هوَ بروتين يُشَفر بواسطة جين TUBB2A في الإنسان.